# Дельфино, Махандра
Мари́я Алеха́ндра «Маха́ндра» Дельфи́но (англ. Maria Alejandra «Majandra» Delfino; род. 20 февраля 1981, Каракас, Венесуэла) — венесуэло-американская актриса, певица, автор песен, танцовщица и художница.

## Личная жизнь
В 2007—2008 года Махандра была замужем за актёром Девоном Гаммерсоллом (род. 1978).
С 18 марта 2011 года Махандра замужем во второй раз за актёром Дэвидом Уолтоном (род. 1978). У супругов есть двое детей — дочь Сесилия Дельфин Уолтон (род. 14.06.2012) и сын Луи Августус Уолтон (род. 10.11.2013).

## Избранная фильмография
| Год       |   | Русское название             | Оригинальное название                                    | Роль                        |
| --------- | - | ---------------------------- | -------------------------------------------------------- | --------------------------- |
| 1997      | ф | Зевс и Роксана               | Zeus and Roxanne                                         | Джудит Дюнхилл              |
| 1999      | ф | Тайная жизнь женщин          | The Secret Life of Girls                                 | Натали Сэнфорд              |
| 1999—2002 | с | Город пришельцев             | Roswell                                                  | Мария ДеЛука / Бетти Осорио |
| 2000      | ф | Ну очень страшное кино       | Shriek If You Know What I Did Last Friday the Thirteenth | Марта Мартинес              |
| 2000      | ф | Траффик                      | Traffic                                                  | Ванесса                     |
| 2002      | ф | Приглашение со вкусом смерти | R.S.V.P.                                                 | Кэлли                       |
| 2005      | ф | Входите без стука            | Don't Come Knocking                                      | девушка № 1                 |
| 2010      | ф | Жизнь, как она есть          | Life as We Know It                                       | Дженна                      |
| 2011      | с | Большая Джорджия             | State of Georgia                                         | Джозефина «Джо» Пай         |
| 2014      | с | Друзья с лучшей жизнью       | Friends with Better Lives                                | Энди Лутц                   |